# Khướu đá lớn
Khướu đá lớn, tên khoa học Turdinus macrodactylus (một định danh khác là Napothera macrodactyla), là một loài chim trong họ Pellorneidae.